# Хейке Камерлинг Онес
Хейке Камерлинг Онес (на нидерландски: Heike Kamerlingh Onnes) е нидерландски физик, носител на Нобелова награда за физика за 1913 г.

## Биография
Роден е на 21 септември 1853 г. в Гронинген, Нидерландия. Завършва университета в Гронинген и Хайделберг. През 1882 г. става професор в университета в Лайден, а през 1894 година създава криогенна лаборатория в същия град. През 1908 г. успява за първи път да получи течен хелий и да достигне температура от 0,9 К. Най-значимото си откритие прави през 1911 г., когато открива, че при свръхниски температури при живака (Hg)  електрическото съпротивление рязко намалява. Това поведение на металите по-късно става известно като свръхпроводимост.
През 1887 г. се жени за Елизабет Билефелд. Има един син.
Онес умира на 21 февруари 1926 г. в Лайден.